# Gnorimosphaeroma naktongense
Gnorimosphaeroma naktongense is een pissebed uit de familie Sphaeromatidae. De wetenschappelijke naam van de soort is voor het eerst geldig gepubliceerd in 1987 door Kwon & Kim.